# (32368) 2000 QS146
2000 QS146 (asteroide 32368) é um asteroide da cintura principal. Possui uma excentricidade de 0.11728720 e uma inclinação de 10.65332º.
Este asteroide foi descoberto no dia 31 de agosto de 2000 por LINEAR em Socorro.